# Remo nos Jogos Pan-Americanos de 2011 - Skiff simples peso leve feminino
A competição do skiff simples peso leve feminino foi um dos eventos do remo nos Jogos Pan-Americanos de 2011. Foi disputada na Pista de Remo e Canoagem, em Ciudad Guzmán, nos dias 16 e 19 de outubro.

## Calendário
Horário local (UTC-6).
| Data          | Horário | Fase          |
| ------------- | ------- | ------------- |
| 16 de outubro | 10:20   | Eliminatórias |
| 16 de outubro | 16:30   | Repescagem    |
| 19 de outubro | 09:46   | Final B       |
| 19 de outubro | 09:56   | Final A       |

## Medalhistas
| Ouro   | USA Jennifer Goldsack |
| Prata  | BRA Fabiana Beltrame  |
| Bronze | CUB Yaima Velázquez   |

## Resultados

### Eliminatórias
Bateria 1
| Pos. | Remadora          | País            | Tempo   | Obs. |
| ---- | ----------------- | --------------- | ------- | ---- |
| 1    | Yaima Velázquez   | CUB Cuba        | 8:24.13 | FA   |
| 2    | Lila Pérez Rul    | MEX México      | 8:38.52 | R    |
| 3    | Marta Figueroa    | ESA El Salvador | 8:45.22 | R    |
| 4    | Claudia Caballero | PER Peru        | 9:41.20 | R    |

Bateria 2
| Pos. | Remadora           | País               | Tempo   | Obs. |
| ---- | ------------------ | ------------------ | ------- | ---- |
| 1    | Fabiana Beltrame   | BRA Brasil         | 8:20.18 | FA   |
| 2    | Jennifer Goldsack  | USA Estados Unidos | 8:25.32 | R    |
| 3    | Deborah Lince      | ARG Argentina      | 8:48.33 | R    |
| 4    | Gabriela Mosqueira | PAR Paraguai       | 8:48.83 | R    |

### Repescagem
| Pos. | Remadora           | País               | Tempo   | Obs. |
| ---- | ------------------ | ------------------ | ------- | ---- |
| 1    | Jennifer Goldsack  | USA Estados Unidos | 8:02.48 | FA   |
| 2    | Gabriela Mosqueira | PAR Paraguai       | 8:09.09 | FA   |
| 3    | Deborah Lince      | ARG Argentina      | 8:11.15 | FA   |
| 4    | Marta Figueroa     | ESA El Salvador    | 8:12.62 | FA   |
| 5    | Lila Pérez Rul     | MEX México         | 8:12.73 | FB   |
| 6    | Claudia Caballero  | PER Peru           | 8:35.37 | FB   |

### Final B
| Pos. | Remadora          | País       | Tempo   | Obs. |
| ---- | ----------------- | ---------- | ------- | ---- |
| 7    | Lila Pérez Rul    | MEX México | 8:20.34 |      |
| 8    | Claudia Caballero | PER Peru   | 8:26.80 |      |

### Final A
| Pos.              | Remadora           | País               | Tempo   | Obs. |
| ----------------- | ------------------ | ------------------ | ------- | ---- |
| Medalha de ouro   | Jennifer Goldsack  | USA Estados Unidos | 7:48.77 |      |
| Medalha de prata  | Fabiana Beltrame   | BRA Brasil         | 7:55.42 |      |
| Medalha de bronze | Yaima Velázquez    | CUB Cuba           | 8:02.59 |      |
| 4                 | Gabriela Mosqueira | PAR Paraguai       | 8:07.14 |      |
| 5                 | Deborah Lince      | ARG Argentina      | 8:07.63 |      |
| 6                 | Marta Figueroa     | ESA El Salvador    | 8:15.91 |      |

### Remo
| S | Classificado(a) para as semifinais |    |                        | FA | Final A (disputa de medalhas) |  |  | FD | Final D (sem medalhas) |
| Q | Classificado(a) para as quartas    | FB | Final B (sem medalhas) | FE | Final E (sem medalhas)        |  |  |    |                        |
| R | Classificado(a) para a repescagem  | FC | Final C (sem medalhas) | FF | Final F (sem medalhas)        |  |  |    |                        |